# 陳成公
陳成公（？—前569年），媯姓，名午，為春秋諸侯國陳國君主之一，他為陳靈公兒子，承襲陳靈公擔任該國君主，在位期間為前598年—前569年，共在位30年。